# 필사의 도망자 (1988년 영화)
"필사의 도망자"는 1988년에 개봉한 대한민국의 영화이다.

## 캐스팅
- 강신성일 : 필수 역
- 김성수 : 형민 역
- 김진경 : 미경 역
- 한인수 : 조 사장 역
- 박칠용 : 임 반장 역
- 김태정 : 정 부인 역
- 유영휘 : 조근식 역
- 박미향 : 미혜 역
- 길달호 : 달호 역
- 김유행 : 곰 역
- 박동룡 : 마귀 역
- 한명구 : 서 형사 역
- 황춘수 : 김 형사 역
- 마빈 :  이 형사 역
- 노사강 : 중년신사 역
- 진희진 : 간호원 역